# Shirlene Coelho
Shirlene Coelho (Corumbá de Goiás, 19 de dezembro de 1981) é uma atleta paralímpica brasileira e recordista mundial, especialista em arremesso de dardo.
Conquistou a medalha de ouro nos Jogos Paralímpicos de Verão de 2016 no Rio de Janeiro, representando seu país na categoria lançamento de dardo F37, após ser a porta-bandeira do Brasil na cerimônia de abertura.